# Buenavista de Cuéllar
Buenavista de Cuéllar est une ville et le siège de la municipalité de Buenavista de Cuéllar, dans l'état de Guerrero, au sud-ouest du Mexique.